# Municipio (edificio)

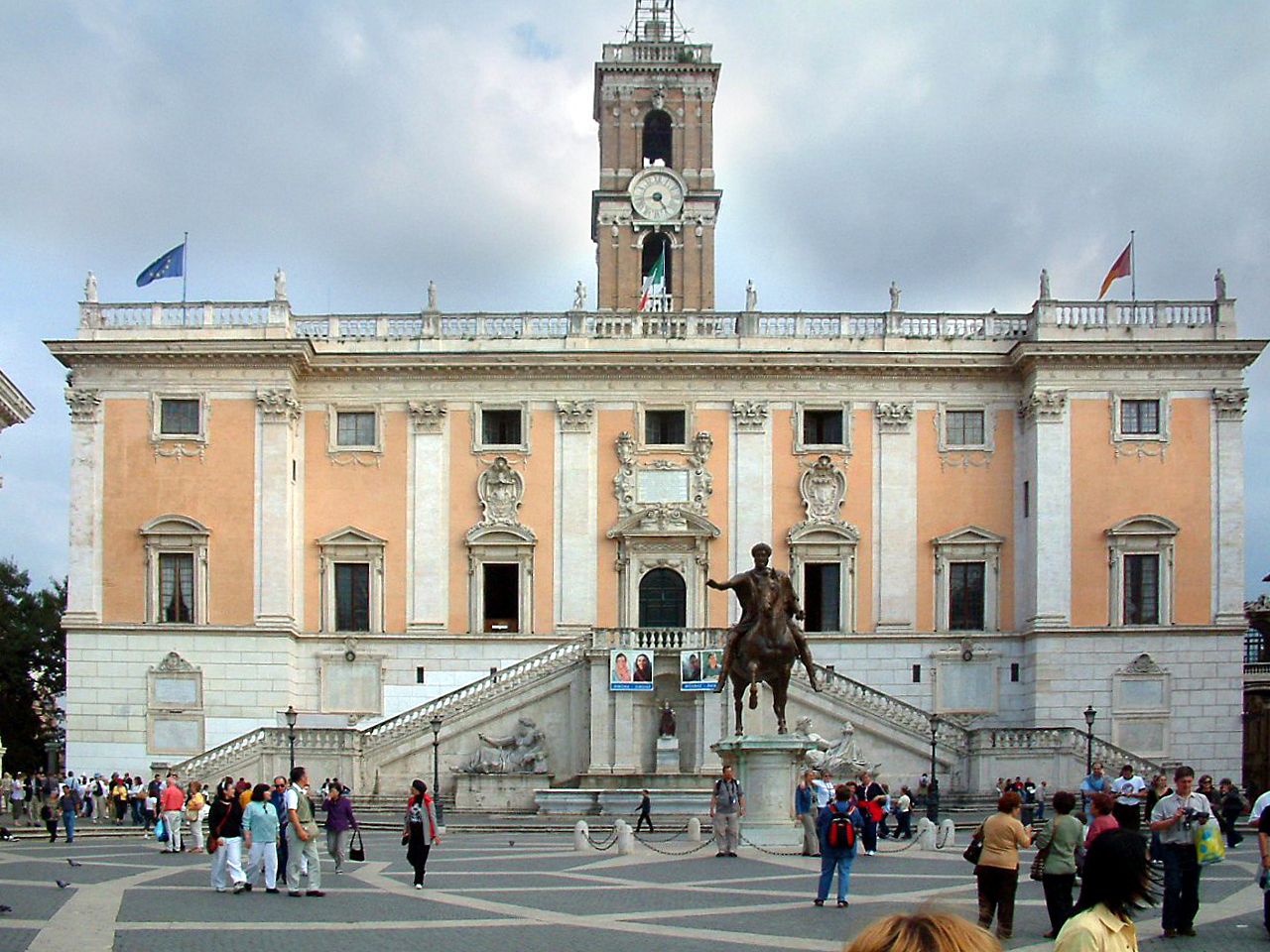
Palazzo Senatorio, sede del comune di Roma.

Per municipio si intende l'edificio destinato ad essere sede degli uffici (o parte degli uffici) di un'amministrazione comunale, nonché dell'aula per le sedute del consiglio.

## Storia
I primi palazzi municipali dell'Italia centrale e settentrionale apparvero nella seconda metà del XII secolo, durante la fase di maturazione della civiltà comunale, quando i governi cittadini cominciarono a sentire la necessità di avere a disposizione una sede stabile per i propri organismi politici. In precedenza, infatti, i consoli e i podestà esercitavano le loro funzioni all'interno del palazzo episcopale oppure prendevano in affitto edifici privati appartenenti alle famiglie del gruppo dirigente, mentre i consigli si tenevano nelle chiese o nelle piazze. Il modello architettonico sviluppato in Lombardia, noto come "broletto", ebbe larga diffusione in Italia e influenzò l'edilizia pubblica finanche nell'area umbro-laziale. Nel corso del Duecento i palazzi municipali fiorirono anche in Germania, nei Paesi Bassi e nell'odierna Svizzera, mentre nel resto d'Europa arrivarono con maggiore ritardo. In Francia rimasero un fenomeno abbastanza raro fino alla fine del Quattrocento.
I palazzi dei comuni medievali, nelle loro forme originarie, sono caratterizzati da alcuni elementi architettonici ricorrenti: al pianterreno è normalmente presente un ambiente aperto provvisto di portico o loggiato, che permetteva lo svolgimento di attività mercantili o artigianali, mentre ai piani superiori si trova la grande aula dei consigli ed eventualmente altri locali adibiti all'esercizio delle attività politiche e amministrative. L'edificio è spesso munito di una torre campanaria, che funge da simbolo dell'autorità comunale e della città stessa.
In età moderna i palazzi municipali mantennero il loro ruolo di sedi del governo cittadino anche laddove erano tramontate le libere istituzioni comunali. Mutate esigenze amministrative e di rappresentanza imposero però l'adeguamento degli edifici preesistenti oppure la costruzione di nuove sedi, che si diffusero progressivamente anche nei centri rurali. Tra XIX e XX secolo alcuni palazzi municipali cominciarono ad accogliere anche altre istituzioni, come biblioteche comunali, musei civici, organizzazioni assistenziali e altri servizi utili alla comunità.

## Terminologia

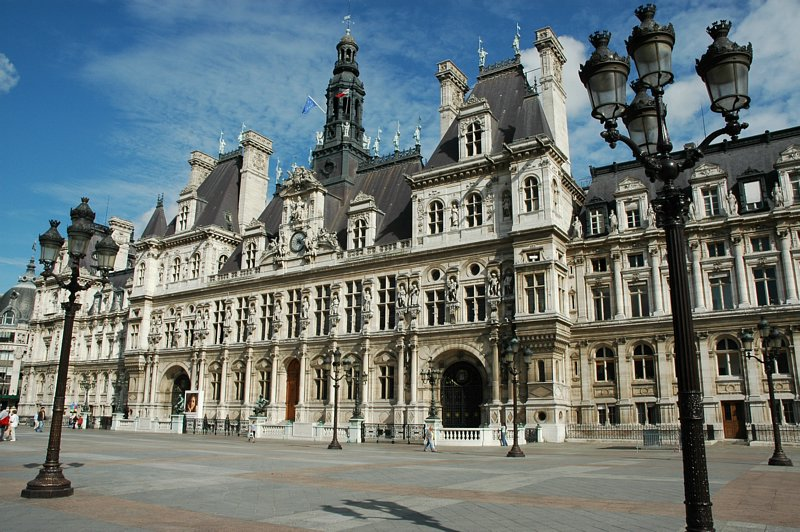
LHôtel de Ville di Parigi.

In italiano la sede del comune può essere indicata con svariati nomi: Palazzo Comunale, Municipio, Palazzo Municipale, Palazzo di Città, Palazzo Civico, Residenza Municipale, Casa Comunale. Quest'ultimo termine indica però più spesso l'ufficio dove vengono depositati tutti gli atti, giudiziari e amministrativi, notificati agli interessati al loro domicilio ma che lì non vengono trovati in quanto assenti, poiché nei maggiori comuni tale ufficio dispone normalmente di una sede separata rispetto al municipio. Presso la casa comunale è ubicato l'albo pretorio, nel quale vengono pubblicati tutti gli atti che devono esser messi a disposizione del pubblico. 
Nella Repubblica di San Marino, suddivisa amministrativamente in castelli, il municipio prende il nome di Casa del Castello.
In francese, sono impiegate prevalentemente le denominazioni Hôtel de Ville (traducibile in "Palazzo di Città") e Mairie, e in misura minore Maison Communale ("Casa Comunale") e Hôtel Communal ("Palazzo Comunale"). Il termine Hôtel de Ville viene in genere riservato ai comuni più importanti (in Francia) e a quelli che si fregiano del titolo di città (in Belgio, Svizzera romanda e Valle d'Aosta), ma in Canada può essere utilizzato anche per indicare la sede amministrativa di un centro minore. Per i comuni minori, la denominazione maison communale è usata in Valle d'Aosta.
In tedesco la sede del comune viene spesso chiamata Rathaus ("Casa del Consiglio"). Altre denominazioni utilizzate sono Stadthaus ("Casa della Città") e Gemeindehaus ("Casa del Comune").
In inglese si parla solitamente di Town Hall o City Hall ("Sala Cittadina"), più raramente di Civic Centre ("Centro Civico"), Council House ("Casa del Consiglio") oppure, nel caso di palazzi di origine medievale, di Guildhall. Negli Stati Uniti d'America si distingue di norma tra City Hall e Town Hall a seconda dello status attribuito al comune (città o cittadina), mentre nel Regno Unito, in Australia e Nuova Zelanda il termine Town Hall viene spesso usato indistintamente, anche per comuni qualificati come città.